# Aldo Caprani
Aldo Caprani (Malegno, 10 gennaio 1899 – Roma, 11 agosto 1947) è stato un avvocato e politico italiano.